# Keak da Sneak
Keak da Sneak, pseudonimo di Charles Toby Williams (Oakland, 9 maggio 1977), è un rapper statunitense.
Dal 1994 al 2000 ha fatto parte del gruppo 3X Krazy.

## Discografia
Album solista
- 1999: Sneakacydal
- 2001: Hi-Tek
- 2002: Retaliation
- 2002: The Farm Boyz
- 2003: Counting Other Peoples Money
- 2004: Keak da Sneak
- 2005: Town Business
- 2005: That's My Word
- 2006: Contact Sport
- 2006: Thizz Iz Allndadoe
- 2006: The Farm Boyz Starring Keak
- 2007 - On One
- 2007: G 14 Classified
- 2008: All N Da Doe
- 2008: Deified
- 2009: Thizz Iz All N Da Doe Volume 2
- 2010: Mobb Boss
- 2011: Keak Hendrix
- 2011: The Tonite Show With Keak da Sneak - Sneakacydal Returns
- 2017 - Withdrawal

Raccolte
- 2006: Kunta Kinte
- 2006: The Farm Boyz (Special Edition)

Colonne sonore
- 2005 - Copium

Album collaborativi
- 2000: Dual Committee (con Agerman)
- 2007: Da Bidness (con Messy Marv & P.S.D. Tha Drivah)
- 2008: Welcome to Scokland (con San Quinn)
- 2008: Word Pimpin 2: We Don't Need You (con Baby S & Q-Z)
- 2010: Da Bidness 2 (con Messy Marv & P.S.D. Tha Drivah)
- 2010: Keak Da Sneak & Benner - The Allinner Album